# Giovanni Rosini
Giovanni Rosini (24. juni 1776 i Lucignano—16. maj 1855 i Pisa) var en italiensk forfatter. 
I en ung alder blev han professor eloquentiæ ved Pisas Universitet og opholdt sig siden en tid i Frankrig. I anledning af Napoleons giftermål med Marie Louise skrev han Le nozze di Giove e di Latona (1810). Mest kendt er han dog for sine historiske romaner, La monaca di Monza (1828), Luisa Strozzi (1833) og Ugolino della Gherardescu (1833); de vandt en umådelig læsekreds og kom i en mængde oplag. Skønt de er skrevne i et godt sprog og underholdende, har de ikke bevaret deres ry i tidens løb: Rosini er egentlig kun at betragte som en nogenlunde heldig efterligner af mesteren Manzoni, og den førstnævnte bog er endda blot en udvidelse af en episode i hans forgængers Promessi sposi. For øvrigt har Rosini udgivet meget andet, således en udgave af Guicciardinis værker (10 bind, 1820), en udgave af Tassos værker (33 bind, 1821—33), Saggio sulla vita e sulle opere di Antonio Canova (1828) og Storia della pittura italiana (7 bind, 1829—54).